# Droga krajowa B255 (Niemcy)
Droga krajowa 255 (niem. Bundesstraße 255, B 255) – niemiecka droga krajowa przebiegająca z północnego wschodu na południowy zachód, przez kraje związkowe: Hesję oraz Nadrenię-Palatynat. Prowadzi od Marburga w powiecie Marburg-Biedenkopf, przez Herborn (powiat Lahn-Dill) do Montabaur w powiecie Westerwald. Jej długość wynosi ok. 97 km. 
W latach 1817–1825 w Wielkim Księstwie Hesji zbudowano pierwszy trakt łączący Biedenkopf z Zollbuche. Obecnie odcinek ten stanowi część niemieckiej drogi krajowej B255. 